# Hu (Familienname)

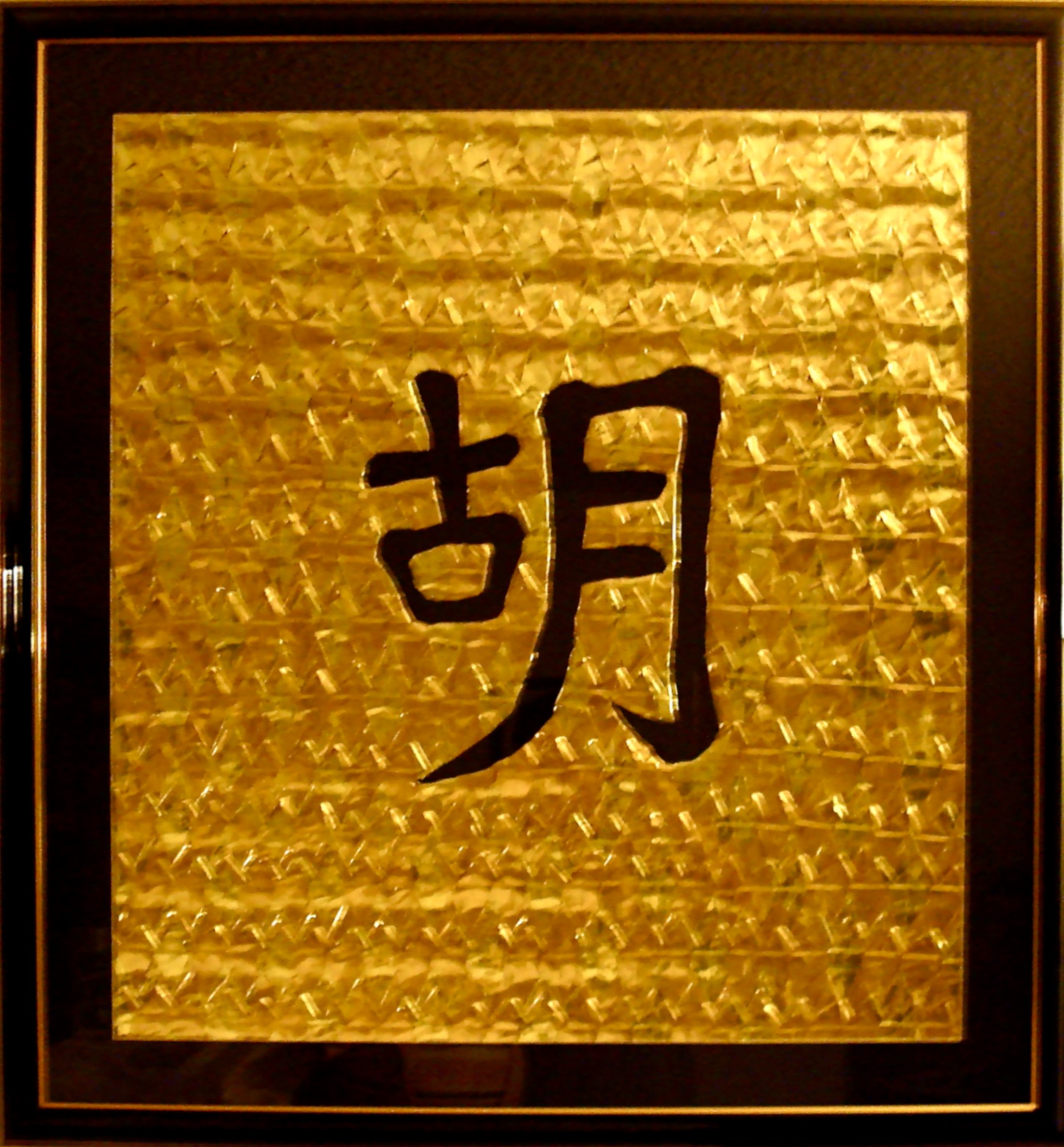
胡

Hu (chinesisch 胡) ist ein chinesischer Familienname.

## Namensträger
- Augustine Hu Daguo (1922–2011), chinesischer römisch-katholischer Bischof
- Hu Binyuan (* 1977), chinesischer Sportschütze
- Hu Chenggong (1776–1832), chinesischer Philologe
- Hu Chia-chen (* 1997), taiwanische Sprinterin
- Hu Chung-shien (* 1975), taiwanischer Badmintonspieler
- Hu Chunhua (* 1963), chinesischer Politiker
- Hu Dengzhou († 1597), Gründer der Bücherhallen-Erziehung in China
- Hu Deping (* 1942), chinesischer Politiker
- Hu Die (1907–1989), chinesische Schauspielerin
- Hu Feng (1902–1985), chinesischer Schriftsteller sowie Literatur- und Kunsttheoretiker
- Hu Haichang (1928–2011), chinesischer Ingenieurwissenschaftler
- Hu Hailan (* 1973), chinesische Neurowissenschaftlerin
- Hu Hanmin (1879–1936), chinesischer Kuomintang-Parteiführer
- Hu Haoran (* 1998), chinesischer Speerwerfer
- Hu Heming (* 1994), australischer Tischtennisspieler chinesischer Abstammung
- Hu Hesheng (1928–2024), chinesische Mathematikerin
- Hu Jia (* 1973), chinesischer Bürgerrechtler und Umweltaktivist
- Hu Jia (Wasserspringer) (* 1983), chinesischer Wasserspringer
- Hu Jianbing (* 20. Jahrhundert), chinesischer Chengspieler und Komponist
- Hu Jianguan (* 1993), chinesischer Boxer
- Hu Jintao (* 1942), Präsident der Volksrepublik China
- Hu Jiwei (1916–2012), chinesischer Politiker
- Hu Liangzhi (* 1992), chinesischer Dota-2-E-Sportler
- Hu Limei (* 1995), chinesische Tischtennisspielerin
- Hu Na (* 1963), chinesische Tennisspielerin
- Hu Nim (1932–1977), kambodschanischer Politiker
- Hu Ning (* 1972), chinesische Badmintonspielerin
- Hu Pei-wen (* 1950), taiwanischer Bogenschütze
- Hu Qianxun (* 1987), chinesischer Boxer
- Hu Qiaomu (1912–1992), chinesischer Politiker (Volksrepublik China)
- Hu Qiheng (* 1934), chinesische Informatikerin und Hochschullehrerin
- Hu Qili (* 1929), chinesischer Politiker
- Hu Renliang (1932–2009), chinesischer Botaniker
- Hu Rentian (* 1991), chinesischer Fußballspieler
- Hu Ronghua (* 1945), chinesischer Xiangqi-Spieler
- Hu Sanxing (1230–1287), chinesischer Beamter und Historiker
- Hu Shi (1891–1962), chinesischer Philosoph, Philologe und Politiker
- Hu Tianyu (* 1992), chinesischer Eishockeyspieler
- Hu Ting (Qing-Dynastie) 胡珽 (1822–1861), chinesischer Gelehrter
- Hu Ting (Badminton) (* 1981), chinesische Badmintonspielerin
- Hu Wanlin (* 1949), chinesischer Heilpraktiker, soll 146 Menschen getötet haben
- Hu Wei (* 1983), chinesischer Filmemacher
- Hu Wenguang (* 1914), chinesischer Botaniker
- Hu Xiansu (1894–1968), chinesischer Botaniker
- Hu Xiaoyuan (* 1977), chinesische Konzeptkünstlerin
- Hu Xijin (* 1960), chinesischer Journalist
- Hu Xin (* 1981), australische Schauspielerin
- Hu Xiuying (* 1978), chinesische Marathonläuferin
- Hu Yadan (* 1996), chinesische Wasserspringerin
- Hu Yadong (* 1968), chinesische Ruderin
- Hu Yaobang (1915–1989), chinesischer Politiker
- Hu Yixuan (* 1995), chinesische Schauspielerin
- Hu Yueyue (* 1990), chinesische Tennisspielerin
- Hu Yufei (* 1993), chinesischer Zehnkämpfer
- Hu Yun (* 1981), chinesischer Badmintonspieler
- Hu Zhengyan († 1674), chinesischer Politiker, Gelehrter, Drucker und Künstler der Ming-Zeit
- Hu Zhiying (* 1997), chinesische Mittelstreckenläuferin
- Chenming Hu (* 1947), taiwanisch-US-amerikanischer Elektroingenieur
- Ching-Yun Hu, taiwanische Pianistin
- Evelyn Hu (* 1947), US-amerikanische Physikerin und Hochschullehrerin
- Jianxin Hu (* 1962), chinesischer Umweltchemiker
- Kelly Hu (* 1968), amerikanische Schauspielerin
- King Hu (1932–1997), chinesischer Filmregisseur und Drehbuchautor
- Madison Hu, US-amerikanische Schauspielerin
- Melek Hu (* 1989), türkische Tischtennisspielerin
- Richard Hu (1926–2023), singapurischer Politiker
- Robin Hu, singapurischer Diplomat
- Rossana Hu (* 1968), taiwanische Architektin
- Shiu Ying Hu (1910–2012), chinesische Botanikerin und Hochschullehrerin
- Sibelle Hu (* 1958), taiwanische Schauspielerin und Sängerin
- Victoria Hu (* 2002), US-amerikanische Tennisspielerin
- Wayne Hu (* 1968), US-amerikanischer Astrophysiker
- Wei-Shau Hu, US-amerikanische Genetikerin und Virologin